# Untitled (EP de Slint)
Untitled es un EP sin título, último lanzamiento de la banda estadounidense Slint. Fue publicado en el año 1994, a través del sello discográfico Touch & Go.

## Antecedentes
Lanzado después de la disolución de la banda, incluye dos canciones que fueron grabadas en 1989. En un principio fue pensado para ser lanzado como single de 12" con Jennifer Hartman Records, ya que copias originales del álbum Tweez incluían un anuncio de folleto para el single de 12" como inserción. Sin embargo, Slint firmó con Touch & Go Records antes de que fuera enviado a la prensa y las cintas originales fueron archivadas. En 1994, Touch & Go lanzó el EP en 10" y en formatos de CD. El EP Contenía un tema inédito, "Glenn", y una reinterpretación de "Rhoda", de Tweez.
En la edición del vinilo de 10", las caras del disco están etiquetadas con ilustraciones de un triángulo y un pulpo, en lugar de A/B, uno/dos o los títulos de las pistas. 
En el documental "Breadcrumb Trail", se indica que las canciones fueron grabadas por Steve Albini antes de Spiderland, cuando tenía algún tiempo libre en el estudio, y preguntaba a bandas de alrededor si querían grabar, con Slint tomando en última instancia dicho tiempo libre.

## Acogida
Marc Gilman de Allmusic elogió el álbum, describiéndolo como "el lanzamiento más importante de Slint" y "su escucha es un requisito para cualquier persona interesada en la era post-rock." También escribió: "Sin letras, la música toma un precedente que tal vez falta en otros álbumes."

## Listado de canciones
| Lado uno |        |          |  |
| N.º      | Título | Duración |  |

| Lado dos |        |          |  |
| N.º      | Título | Duración |  |